# Кунео, Джованни Баттиста
Джованни Баттиста Кунео (итал. Giovanni Battista Cuneo, 1809—1875) — итальянский политик эпохи Рисорджименто, соратник и биограф Дж. Гарибальди.

## Биография
Участник движения «Молодая Италия», эмигрировал из страны, преследуемый властями. В 1833 году встретил в Таганроге своего земляка Джузеппе Гарибальди (родина Кунео — Онелья, расположена недалеко от родины Гарибальди Ниццы) и вовлёк последнего в революционное движение. Впоследствии уехал в Уругвай, откуда переехал в Бразилию, где вместе с Гарибальди и Л.Россетти принял участие в республиканском восстании на юге Бразильской империи. Во время восстания редактировал газету «O Povo» («Народ») до тех пор, пока типография газеты не была уничтожена войсками противника, после чего вернулся в Уругвай.
В Уругвае в Монтевидео основал несколько газет, таких как L’Italiano (1842) и Il Legionario Italiano (1844), в этот период был секретарём Гарибальди.
В 1848 году вернулся в Италию, в 1849 был избран в итальянский парламент. В 1850—1860-х годах продолжал участвовать в итальянском революционном движении, продолжая поддерживать контакты с революционной эмиграцией в Латинской Америке. Сподвижник Гарибальди по походу 1866 года.
Автор биографии Д.Гарибальди, вышедшей в 1850 году в Турине.